# Harry Lundahl
Harry Lundahl (Helsingborg, 16 oktober 1905 - 2 maart 1988) is een voormalig Zweeds voetballer en trainer.

## Carrière
Lundahl speelde gedurende zijn carrière voor Helsingborgs IF en voor IFK Eskilstuna. Gedurende zijn carrière speelde hij ook voor Zweden waarvoor hij 14 optredens maakte. Met zijn land nam hij deel aan WK 1934 in Italië.
Na zijn spelerscarrière trainde hij nog de nationale ploeg van Zweden. Daarnaast trainde hij ook nog Malmö BI en Malmö FF.

## Erelijst
- Helsingborgs IF
  - Allsvenskan topscorer: 1929, 1930